# Серджо Уйка
Серджо Уйка (алб. Serxho Ujka, нар. 27 серпня 1998, Лежа) — албанський футболіст, півзахисник клубу «Егнатія» та національної збірної Албанії.

## Клубна кар'єра
Народився 27 серпня 1998 року в місті Лежа.
У дорослому футболі дебютував 2017 року виступами за команду «Лачі». 
Згодом з 2018 по 2021 рік грав у складі команд «Шенколлі», «Лачі» та «Бюліс».
Своєю грою за останню команду знову привернув увагу представників тренерського штабу клубу «Лачі», до складу якого повернувся 2021 року. Цього разу відіграв за команду з Лачі наступні три сезони своєї ігрової кар'єри. Більшість часу, проведеного у складі «Лачі», був основним гравцем команди.
До складу клубу «Егнатія» приєднався 2024 року. Станом на 10 травня 2025 року відіграв за команду з Ррогожине 33 матчі в національному чемпіонаті.

## Виступи за збірну
У 2022 році дебютував в офіційних матчах у складі національної збірної Албанії.
| Дата      | Місто    | Господарі | Результат | Гості   | Турнір           | Голи | Примітки |
| --------- | -------- | --------- | --------- | ------- | ---------------- | ---- | -------- |
| 9-11-2022 | Марбелья | Катар     | 1 – 0     | Албанія | товариський матч | -    |          |
| Усього    |          | Матчів    | 1         |         | Голів            | 0    |          |

## Титули і досягнення
- Чемпіон Албанії (1):

«Егнатія»: 2024–2025
- Володар Суперкубка Албанії (1):

«Егнатія»: 2024